# Campagne de Mon-Repos
Pour les articles homonymes, voir Chandoline et Mon Repos.
La campagne de Mon-Repos, également appelée villa de Mon-Repos, est une villa située dans la ville vaudoise de Lausanne, en Suisse.

## Histoire
La première villa a été construite dans le parc de Mon-Repos en 1747 à la demande d'Abraham Secrétan. Après plusieurs propriétaires successifs, dont le marquis Gentils de Langalerie qui y a aménagé un théâtre où s'est produit Voltaire en 1757-1758, elle est achetée par le financier Vincent Perdonnet en 1817. Ce dernier - avec la collaboration de plusieurs architectes, notamment Louis Damesme et Achille Leclère, tous deux de Paris, Luigi Bagutti, de Rovio, et le Lausannois Henri Perregaux - opère jusqu'en 1827 de nombreuses modifications au parc et à la maison de campagne. Ce bâtiment prend son visage actuel avec l'adjonction d'une annexe, l'ajout d'un étage en attique et la réfection des façades de style néoclassique,.
Propriété de la ville de Lausanne depuis 1910, la villa sert de siège au comité international olympique de 1922 à 1967 et accueille en particulier Pierre de Coubertin. Depuis le déménagement du CIO, elle est utilisée par la municipalité pour y organiser différentes réceptions ainsi que comme théâtre d'été pour des concerts et des projections de films en plein air.
Le bâtiment, tout comme le parc, la fontaine, les écuries, l'orangerie et le temple de l'amour, sont inscrits comme biens culturels suisses d'importance nationale.